# Frascati Superiore
Frascati Superiore ist ein italienischer Weißwein aus der Metropolitanstadt Rom, Region Latium. Die Weine hatten seit 1973 eine „kontrollierte Herkunftsbezeichnung“ (Denominazione di origine controllata – DOC). Im Jahr 2008 wurden sie zu einer DOCG hochgestuft, die zuletzt am 7. März 2014 aktualisiert wurde.

## Anbau
Folgende Gemeinden in der Metropolitanstadt Rom sind für den Anbau und die Vinifikation der Weine zugelassen: Frascati, Grottaferrata, Monte Porzio Catone und in Teilen der Gemeinden von Rom und Montecompatri.

## Erzeugung
Der Wein muss zu mindestens 70 % aus den Rebsorten Malvasia Bianca di Candia und/oder Malvasia del Lazio hergestellt werden. Höchstens 30 % Bellone, Bombino Bianco, Greco Bianco, Trebbiano Toscano und/oder Trebbiano Giallo dürfen – einzeln oder gemeinsam – zugesetzt werden. Darin dürfen höchstens 15 % andere weiße Rebsorten, die für den Anbau in der Region Latium zugelassen sind, enthalten sein.
Im Jahr 2016 wurden von 170 Hektar Rebfläche 13.097 Hektoliter dieses DOCG-Weins erzeugt.

## Beschreibung
Laut Denomination:
- Farbe: strohgelb, mehr oder weniger intensiv
- Geruch: intensiv, mit zarten Duft
- Geschmack: trocken, fruchtig, weich, fein, samtig
- Alkoholgehalt: mindestens 12,0 Vol.-%, für „Riserva“ 13 Vol.-%
- Säuregehalt: mind. 4,5 g/l
- Trockenextrakt: mind. 18,0 g/l